# Schaueria lachnostachya
Schaueria lachnostachya är en akantusväxtart som beskrevs av Christian Gottfried Daniel Nees von Esenbeck. Schaueria lachnostachya ingår i släktet Schaueria och familjen akantusväxter. Inga underarter finns listade i Catalogue of Life.